# 쑨훙레이
쑨훙레이(중국어 간체자: 孙红雷, 정체자: 孫紅雷, 병음: Sūn Hóngléi, 한자음: 손홍뢰, 1970년 8월 16일~)는 중화인민공화국의 배우이다. 헤이룽장성 하얼빈시에서 태어났으며 중앙희극학원을 졸업했다.

## 작품 목록

### 텔레비전 드라마
- 대착파파거유학
- 렵장
- 호선생
- 이포수
- 일대효웅

### 영화
- 호선생 (2016년)
- 극한도전지황가보장 (2016년)
- 우리가 풀지 못한 날들 (2015년)
- 이포수 (2014년)
- 촉불가급 (2014년)
- 일대효웅 (2014년)
- 침묵의 목격자 (2013년) - 린타이 역
- 마약전쟁 (2013년) - 장뢰 역
- 변경풍운 (2012년)
- 아이 두 (2012년)
- 남인방 1 (2011년)
- 쉬즈 더 원 2 (2011년)
- 전국 : 천하영웅의 시대 (2011년) - 손빈 역
- 웰컴 투 샤마타운 (2010년)
- 요조신사 (2009년)
- 삼창박안경기 (2009년)
- 건국대업 (2009년)
- 경한 (2008년)
- 매란방 (2008년) - 구여백 역
- 트라이앵글 (2007년)
- 천당구 (2007년)
- 몽골 (2007년) - 자무카 역
- 상하이 레드 (2006년)
- 칠검 (2005년) - 풍화연성 역
- 아위수광 (2004년)
- 조우어의 기차 (2002년)
- 집으로 가는 길 (1999년) - 루오 유셍 역